# Reserva de mata atlántica del Sudeste
La Reserva de Mata Atlántica del Sudeste constituyen un área natural protegida, localizada entre los estados de São Paulo y Paraná. Juntas, forman uno de los diecisiete sitios del Patrimonio de la Humanidad en Brasil. La UNESCO lo describe así:

Estas reservas están situadas en los Estados de Paraná y Sao Paulo y ofrecen uno de los mejores y más vastos ejemplos del bosque atlántico brasileño. Las 25 zonas protegidas que forman el sitio suman una superficie de 470.000 hectáreas e ilustran la riqueza biológica y la evolución de los últimos vestigios del bosque atlántico. Desde las montañas cubiertas por tupidos bosques hasta los pantanos e islas costeras con montañas y dunas asiladas, el medio natural extremadamente rico de este sitio va siempre unido a panoramas de una gran belleza.
Entrada «Bosque atlántico - Reserva del sudeste»

Contiene 25 áreas de protección de mata atlántica, en un área de 468 193 hectáreas:
- 893-001: Estación ecológica Jureia-Itatins (79 270 ha);
- 893-002: Estación ecológica Chauas  (2699 ha);
- 893-003: Estación ecológica Guaraquecaba  (13 638 ha);
- 893-004: Estación ecológica Ilha do Mel  (2241 ha);
- 893-005: Estación ecológica Xitue (3095 ha);
- 893-006: Estación ecológica Guaraguacu (1150 ha);
- 893-007: parque nacional de Superagui (37 000 ha);
- 893-008: parque estatal Pariquera - Abaixo (2360 ha);
- 893-009: parque estatal Jacupiranga (parte) (119 000 ha);
- 893-010: parque estatal Ilha do Cardoso (22 500 ha);
- 893-011: parque estatal Carlos Botelho ({{unidad|37644 ha
- 893-012: parque estatal Pico do Marumbi ({{unidad|2342 ha
- 893-013: parque estatal Intervales (42 926 ha);
- 893-014: parque estatal Lauráceas (27 524 ha);
- 893-015: parque estatal turístico Alto Ribeira  (PETAR) (35 884 ha);
- 893-016: Reserva natural Salto Morato (1716 ha);
- 893-017: zona de vida salvaje Serras do Cordeiro, Paratiu, Itapua e Itinga (5000 ha);
- 893-018: zona de vida salvaje Serras do Arrepiado e Tombador (5125 ha);
- 893-019: zona de vida salvaje Mangues (11,070 ha);
- 893-020: zona de vida salvaje Serra do Itapitangui (e Mandira) (3437 ha);
- 893-021: zona de vida salvaje Ilhas oceanicas (93 ha);
- 893-022: zona preserva turística y parque estatal Roberto E Lange (2698 ha);
- 893-023: preserva turística Serra da Graciosa (1189 ha);
- 893-024: zona preserva turística y parque estatal Pau Oco (905 ha);
- 893-025: zona de vida salvaje Ilha Comprida (7687 ha);